# Henri François Berton
Pour les articles homonymes, voir Henri Berton et Berton.
Henri François Berton dit Berton fils, né le 3 mai 1784 à Paris et mort le 19 juillet 1832 à Paris, est un compositeur français.

Il est le petit-fils de Pierre-Montan Berton et le fils de Henri-Montan Berton.
Il est mort du choléra.

## Œuvres
- Ninette à la cour[réf. à confirmer]
- Le Château d'Urtuby, opéra-comique en un acte, livret de Gabriel de Lurieu et Raoul, créé avec une musique posthume le 14 janvier 1834, au Théâtre royal de l'Opéra-Comique[1].